# Leif Jacobsen
Leif Jacobsen är en norsk skådespelare.

## Filmografi
- 1974 – Den siste Fleksnes
- 1977 – Kierlighed uden strømper (TV)
- 1984 – Lykkeland (TV)